# Tatorba d'Olmo
Il torrente Tatorba d'Olmo è un corso d'acqua del Piemonte. 

## Idronimo
Il torrente non va confuso con il Tatorba di Monastero, un altro affluente della Bormida di Millesimo che nasce più o meno nella stessa zona ma confluisce nella Bormida più a sud-est, nei pressi del paese di Monastero Bormida da cui prende il nome. Il Tatorba d'Olmo prende invece oggi il proprio nome dal paese di Olmo Gentile. Un tempo veniva anche chiamato Tatorba di Perletto, un altro comune nei pressi del torrente. L'etimologia del termine Tatorba è invece incerta, una delle ipotesi e che derivi da un nome di persona.

## Percorso
Il Tatorba d'Olmo nasce dalle pendici settentrionali del Bric Puschera, il più alto rilievo della provincia di Asti. Dirigendosi in modo pressoché costante verso nord-ovest passa prima nei pressi di Olmo Gentile, poi poco a est di Perletto (CN), e si getta infine nella Bormida di Millesimo dopo aver segnato per un breve tratto il confine tra i comuni di Perletto e di Vesime.

## Principali affluenti
- Rio delle Castagnette.
- Rio dei Morti.
- Rio Mafossato.